# Argyra canariensis
Argyra canariensis är en tvåvingeart som beskrevs av Becker 1918. Argyra canariensis ingår i släktet Argyra och familjen styltflugor.
Artens utbredningsområde är Kanarieöarna. Inga underarter finns listade i Catalogue of Life.